# Joker (DC Comics)
O Joker (no Brasil, também conhecido como Coringa) é um supervilão fictício que aparece nos livros de histórias em quadrinhos norte-americanos publicados pela editora estadunidense DC Comics. Foi criado por Jerry Robinson, Bill Finger e Bob Kane e apareceu pela primeira vez em Batman #1 (abril de 1940). Parcialmente inspirado em Gwynplaine, personagem interpretado por Conrad Veidt, no filme O Homem Que Ri (1928), os créditos para a criação do Coringa são disputados; Kane e Robinson reclamam responsabilidade pelo seu desenho, apesar de reconhecerem a contribuição de Finger na escrita. De acordo com o plano inicial, o Coringa deveria ter morrido na sua primeira aparição, mas foi poupado por uma intervenção editorial, permitindo assim que o personagem fosse progredindo como o célebre arqui-inimigo do super-herói Batman. Também é conhecido por outros nomes como "Príncipe Palhaço do Crime" ou "Bobo da Corte do Genocídio".
Nas suas aparições nos livros de banda desenhada, o Joker é retratado como um gênio do crime. Introduzido como um psicopata com um sentido de humor sádico e doentio, o personagem tornou-se no final da década de 1950 um ladrão pateta e brincalhão, como resposta à regulação do "Código dos Quadrinhos" (Comics Code Authority), antes de regressar às suas raízes durante os anos de 1970. Como o nêmesis de Batman, o Joker tem feito parte de algumas histórias que definem o super-heroi, incluindo o assassinato de Jason Todd (o segundo Robin sob a tutela de Batman) e a paralisia de um dos aliados de Batman, Barbara Gordon. Durante as décadas em que tem aparecido, existem várias histórias sobre a sua origem. A mais comum delas apareceu pela primeira vez em Detective Comics #168 (Fevereiro de 1951), e envolve a sua queda para dentro de um tanque de desperdícios químicos que branqueia a sua pele, torna o seu cabelo verde e os seus lábios vermelhos; o resultado da sua desfiguração leva-o à loucura e adotou o nome "Joker", a partir da figura das cartas de jogo que ele veio a assemelhar-se. Como a antítese da personalidade e da aparência de Batman, o Joker é considerado pelos críticos como o seu adversário perfeito.
O personagem não tem habilidades sobre-humanas, mas usa a sua inteligência para desenvolver misturas tóxicas e/ou letais, bem como armamentos temáticos, incluindo cartas de jogo com pontas cortantes, campainhas de brinquedo mortais e flores de lapela que projetam ácido. Apesar de por vezes trabalhar com outros super-vilões, como o Pinguim e o Duas-Caras, e em grupos como Gangue da Injustiça e Liga da Injustiça, tais relações acabaram muitas vezes por entrar em colapso devido ao constante desejo do Joker em procurar o caos desenfreado. A década de 1990 introduziu um par romântico ao personagem na forma da sua ex-psiquiatra do Asilo Arkham, Arlequina, que se torna inclusive sua parceira no crime. Apesar da sua grande obsessão ser o Batman, o Joker já foi adversário de outros heróis como o Superman e a Mulher Maravilha.
Um dos mais icónicos e reconhecidos personagens da cultura popular, o Joker tem sido citado como um dos maiores vilões e personagens da banda desenhada já criados, e "muito possivelmente mais interessante que o seu homólogo super-herói." A enorme popularidade da personagem já o fez aparecer numa grande variedade de produtos, como roupa e objetos de colecionismo, videojogos, estruturas reais (como atracões de parques temáticos) e várias outras referências noutros media, para além de ser o primeiro vilão a ter a sua própria série de banda desenhada, The Joker (1975-1976). As revistas Wizard e Complex colocaram-no em #1 nas suas listas dos "Melhores Vilões de histórias em quadrinhos". e em #2, atrás de Magneto, numa lista
da IGN. e a Empire em #8 na sua lista dos "50 Melhores Personagens de Sempre de histórias em quadrinhos". O Joker tem servido como adversário do Batman no cinema, na animação e nos videojogos, incluindo nas séries de televisão Batman (1960) (interpretado por Cesar Romero) e Gotham (2014) interpretado por Cameron Monaghan. No cinema por Jack Nicholson em Batman (1989), por Heath Ledger em The Dark Knight (2008), por Jared Leto em Suicide Squad (2016), por Joaquin Phoenix em Joker (2019) e por Barry Keoghan em The Batman (2022). Mark Hamill, Michael Emerson, Troy Baker, entre outros, já deram a sua voz ao personagem animado.

## Criação

De acordo com Robinson, para projetar o Joker, ele se inspirou num curinga (joker) que estava em uma carta de baralho.

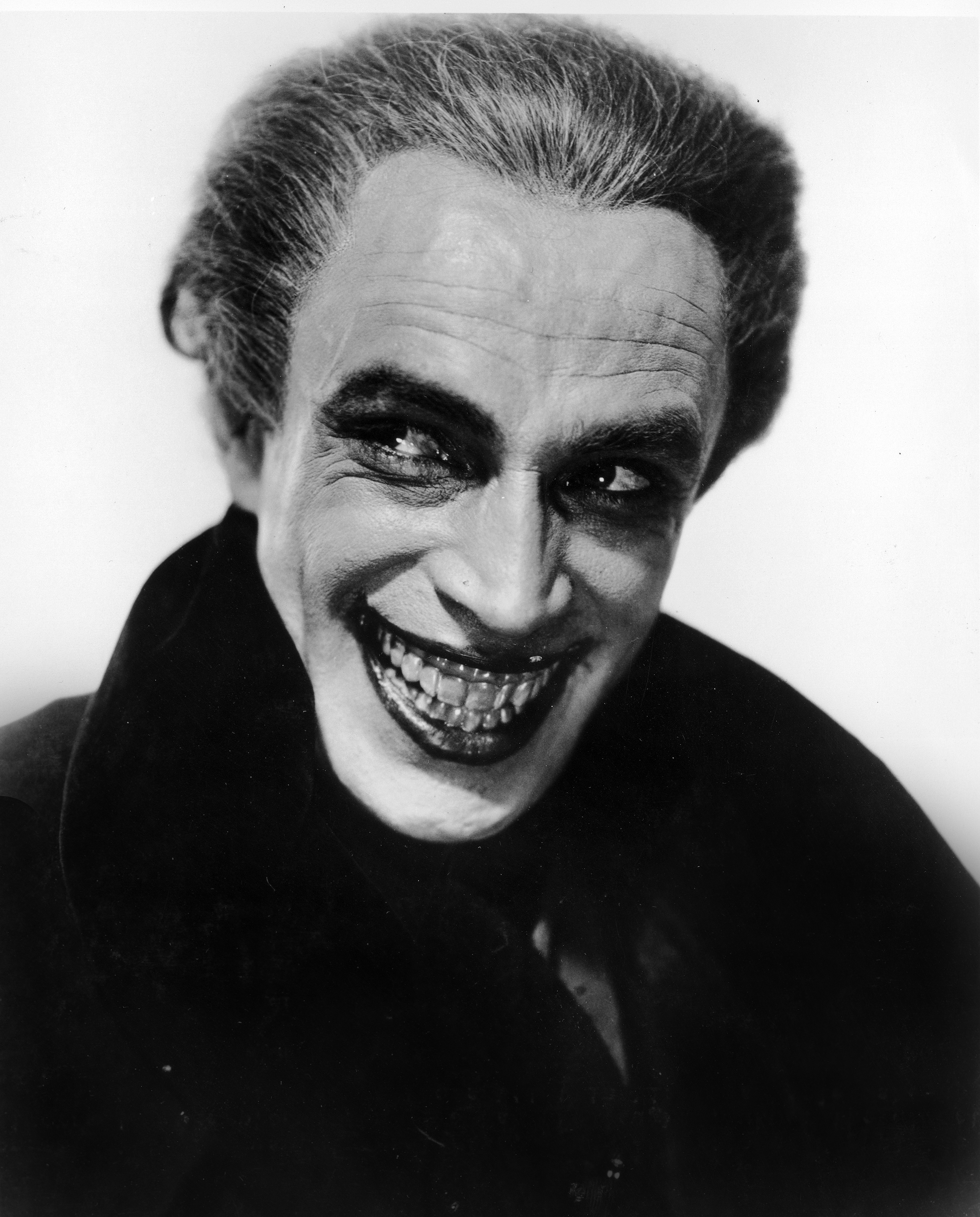
Conrad Veidt como Gwynplaine no filme O Homem Que Ri (1928)

Durante a década de 1940, o Batman já era popular o suficiente para estrelar uma série independente na revista Detective Comics. Lá, ele se apresenta ao vilão lançado como Coringa. A autoria para a criação do personagem é contestada. Jerry Robinson sempre disse que foi quem o criou, mas de acordo com Bob Kane:
| “ | Bill Finger e eu criamos o Joker. Bill era o roteirista. Jerry Robinson veio me ver com a carta de um baralho que tinha o curinga. [Joker] parece Conrad Veidt ... você sabe, o ator de O Homem Que Ri, [o filme de 1928 baseado no romance] de Victor Hugo ... Bill Finger tinha um livro com uma fotografia de Conrad Veidt e ele me mostrou e disse: "Aqui está o Joker". Jerry Robinson não teve absolutamente nada a ver, mas diria sim até que a morrer. Ele introduziu um carta que usamos alguns números para o [Joker] usar como seu cartão. | ” |

A carta original de Robinson foi exibida ao público no Museu William Breman de Herança Judaica em Atlanta, Geórgia, entre 24 de outubro de 2004 e 28 de agosto de 2005, e no Museu Judaico de Nova York entre 16 de setembro 2006 e 28 de janeiro de 2007. Robinson respondeu que:
| “ | Bill Finger conhecia Conrad Veidt porque era fã de filmes estrangeiros. Veidt ... tinha aquela maquiagem de palhaço com o sorriso fixo no rosto. Quando Bill viu o primeiro desenho do Joker, ele disse: 'Isso me lembra Conrad Veidt em O Homem Que Ri. Ele disse que me traria algumas fotos desse filme. Foi assim que aconteceu. Eu acho que, na cabeça de Bill, ele foi quem desenhou o personagem. | ” |

Robinson creditou a si mesmo, Finger e Kane pela criação do Joker. Ele disse que criou o personagem como o inimigo maior que o Batman, quando histórias extras foram rapidamente necessárias para o Batman nº 1, e recebeu crédito pela história em um curso universitário:
Finger forneceu sua própria versão em 1966:
Embora Kane se recusasse inflexivelmente a compartilhar créditos por muitos de seus personagens (e refutasse a alegação de Robinson até a sua morte), muitos historiadores de quadrinhos atribuem a Robinson a criação do Joker e Finger ao desenvolvimento do personagem.  Em 2011, Finger, Kane e Robinson haviam morrido, deixando a história por resolver.

## Poderes e habilidades
Joker é um humano comum, sem nenhuma capacidade sobre-humana. Embora consiga lutar consideravelmente bem quando necessário e apresente uma resistência e força quase sobre-humana muitas vezes encontrada em pessoas insanas como ele, assim igual ao seu arqui-inimigo, Batman. Suas grandes armas, além de físicas, são intelectuais. O Coringa/Joker possui um conhecimento vastíssimo e muito aprofundado em diversas áreas da ciência, especialmente em química. Além disso, apesar de mentalmente desequilibrado, o vilão apresenta inteligência e estrategismo a nível genial. Ele possui uma grande quantia em dinheiro, produto acumulado de seus arrojados crimes. Joker é um mestre da improvisação, podendo achar meios para matar qualquer um, ou, ao menos atacar para livrar-se de inimigos e conseguir fugir, em praticamente qualquer situação. Seus novos objetivos e ataques são praticamente imprevisíveis, ora por serem construídos sobre grande lógica, ora por serem absurdos. Por isso tudo, mesmo sem nenhum poder sobre-humano, ele é uma ameaça perigosíssima a polícia, a um super-herói ou mesmo a uma equipe inteira de super-heróis, como a Liga da Justiça.
Sua mais célebre arma é o Gás do Riso, um gás tóxico que, ao ser inalado, leva a vítima à morte quase instantânea, deixando como marca típica, a pele embranquecida e os músculos faciais grotescamente esticados em um sorriso histérico idêntico ao do próprio Joker. Ele também usa ainda, eventualmente, flores de lapela que esguicham ácido, e luvas que dão choque com tensões altas e mortais.

## Biografia

### Origem
A história mais conhecida sobre a sua origem, é que a pessoa que futuramente se tornaria o ladrão e assassino Joker, participou de uma tentativa de assalto a uma fábrica de produtos químicos em Gotham City, disfarçado como o então criminoso Capuz Vermelho. Tal invasão e assalto fracassaram, ele acabou perseguido pelo próprio Batman, e na fuga, cercado sobre um tonel de produtos químicos desconhecidos, preferiu se jogar nele a ser preso pelo Cavaleiro das Trevas. Ele conseguiu escapar livre e sobreviver ao pesado banho químico, mas sua pele restou com a pigmentação absolutamente branca, enquanto seu cabelo ficou definitivamente verde, e os músculos faciais ligados à boca foram deformados definitivamente, ganhando um eterno aspecto de sorriso. O choque, ao perceber a aberração em que havia sido transformado, o enlouqueceu ainda mais de tal modo que ele se tornou um assassino anárquico que se auto batizou Joker.
A partir dessa versão, há várias outras possíveis, que complementam ou mesmo se chocam com esta, nenhuma, no entanto, sendo jamais comprovada. Embora muitas histórias tenham sido relacionadas a sua origem, uma origem única e exata nunca foi estabelecida para o Joker nos quadrinhos. O próprio vilão brinca se dizendo confuso quanto ao que realmente aconteceu, como em A Piada Mortal: "Às vezes eu lembro de uma maneira, ora outra... se eu vou ter um passado, prefiro que seja de múltipla escolha Ha! ha ha!".
Um primeiro conto de origem foi em Detective Comics # 168 (fevereiro de 1951), quando foi revelado que o Joker tinha sido o Capuz Vermelho. Na história, ele é um engenheiro químico que ficou vigiando para roubar a empresa que o empregou, e adotou o disfarce daquele bandido. Depois de cometer o roubo, o que frustra o Batman, ele cai em um tonel de resíduos químicos. Surge pouco depois com a pele branca, lábios vermelhos, cabelos verdes e um sorriso persistente.
A identidade de Joker como Capuz Vermelho é confirmada em Batman #450, quando o bandido encontra o velho traje de capa que manteve e coloca-o para ajudar na sua recuperação após os eventos de Uma Morte em Família. Mas isso não é o suficiente, pois essa não é a primeira origem que foi "confirmada" posteriormente em histórias canônicas.
A história "Pushback" (Batman: Gotham Knights # 50-55) suporta parte desta versão da história de origem do Joker. Nele, uma testemunha (que por coincidência acaba por ser Edward Nigma) relata que a mulher do Joker foi sequestrada e assassinada por um policial corrupto que trabalhava para os criminosos, a fim de forçar o engenheiro a realizar o crime. O Coringa tenta localizar o assassino, mas depois que seus capangas são assassinados por Prometeu, ser duramente espancado por Silêncio, e em seguida, expulso de Gotham, não consegue. "Payback", também mostra imagens do Joker pré-desfigurado - identificado como "Jack" - com sua esposa, dando mais suporte a esta versão.
A versão mais aceita foi a contada na citada graphic novel "Batman: A Piada Mortal" de 1988, escrita por Alan Moore e desenhada por Brian Bolland. Nela, o futuro Príncipe Palhaço do Crime era um químico, que saiu do seu emprego na Fabricante de Cartas de Baralho, para realizar seu sonho de viver como Comediante Stand-up. No entanto, ele fracassa, o que o leva a uma situação financeira dramática para ele e para sua esposa Jeannie, grávida de seu filho. Desesperado, ele aceita trabalhar com dois assaltantes, auxiliando-os a invadir e roubar sua ex-empregadora. No entanto, em um único dia terrível, sua esposa morre junto com seu filho não nascido em um acidente doméstico. Ele então é ainda coagido a realizar o assalto já marcado, o qual, como já relatado, acaba em fracasso e mais uma tragédia sem volta para ele, ficando deformado irremediavelmente. Todas as tragédias acumuladas deste dia o transtornam e o enlouquecem drasticamente, transformando-o no Joker. Não há de fato uma versão certa, visto que o próprio Joker diz: "Algumas vezes me lembro de um jeito, outras, de outro. Se vou ter um passado, prefiro que seja de múltipla escolha! Ha Ha ha".
Alan Moore se baseou na primeira versão que contava que o bandido era um ex-engenheiro químico com uma família para sustentar.
Em uma outra versão o Joker era Joseph Kerr, uma criança problemática: vivia psicologicamente no seu mundo isolado após a separação de seus progenitores. Seu pai, em um momento de raiva, ao ver Joseph chorar, perguntou porque ele estava tão sério, e logo depois cortou a boca de seu próprio filho, deixando-o com uma cicatriz no lado esquerdo do rosto. As crianças com quem estudava o consideravam estranho, mas ele dizia que não era assim mas todos os demais eram. Em resposta, sua colega disse que se todos eram estranho e ele era único normal, ele continuaria sendo considerado estranho. No mesmo dia, ele arrumou briga com um colega de escola e fez o garoto ir para o hospital e levar 12 pontos na cabeça. Após ter sido expulso de 3 escolas, desistiu dos estudos. Foi levado ao psiquiatra, mas nunca mudou sua personalidade estranha. Seu pai o considerava louco e desconsiderava ele como filho. Um dia, já atingida sua adolescência, ele fugiu de casa e a incendiou com seus pais dentro. Enquanto olhava a casa queimar cortou a outra parte de sua boca formando um sorriso completo em seu rosto. Não se sabe o que fez em seguida: acredita-se que virou ladrão de joalherias e assumiu o nome de Jack Napier até se transformar no Joker. Esta versão soa um tanto desapropriada pois no seu rosto nos quadrinhos, não vemos cicatrizes como nessa versão mas ficou bastante conhecida por ter sido uma das contadas no filme The Dark Knight pelo Joker de Heath Ledger.
Há ainda uma terceira versão, amplamente aceita, e também amplamente questionada em que o Joker tem seus problemas de infância (como contado na segunda versão), e ao crescer, decide roubar uma fábrica da companhia de cartas, para se vingar de sua demissão do cargo de engenheiro químico, e, ao tentar fugir, se joga em um duto que levava lixo tóxico proveniente do material de tintura das cartas. O resultado é o desconhecimento de seu paradeiro ao mesmo tempo que surge a nova figura: Cabelos verdes, lábios vermelhos e pele branca tornam-se a nova marca registrada do personagem.
Em Arkham Asylum: Uma Casa Séria na Terra Séria, escrito por Grant Morrison, é dito que o Joker não pode ser louco, mas tem algum tipo de "super-sanidade", no qual ele se recria a cada dia para lidar com a fluxo caótico da vida urbana moderna.
A história de Paul Dini-Alex Ross "Case Study", propõe uma teoria muito diferente. Esta história sugere que o Joker era um gângster sádico que trabalhou à sua maneira a cadeia alimentar do crime de Gotham até que virou o líder de uma máfia poderosa. Ainda buscando as emoções que o trabalho sujo permitia, criou a identidade do Capuz Vermelho para si mesmo para que pudesse cometer pequenos crimes. Eventualmente, ele teve seu fatídico encontro com o primeiro Batman, resultando em sua desfiguração. No entanto, a história sugere que o Joker ficou são, e planejou para que seus crimes parecessem com o trabalho de uma mente doentia, a fim de prosseguir a sua vingança contra Batman e fosse capaz de evitar o encarceramento permanente alegando insanidade. Infelizmente, o relatório escrito encontrado explicando esta teoria é descoberto que foi escrito pela Dra. Harleen Quinzel, também conhecida como Harley Quinn, ajudante / amante insana do Joker, o que invalida qualquer credibilidade que poderia ter em tribunal.
O segundo arco de Batman Confidential (# 7-12) re-imagina o Joker como um criminoso talentoso que abandona a identidade do Capuz Vermelho, também chamado Jack, e é quase suicida devido ao tédio com o seu "trabalho". Fala com uma garçonete, Harleen Quinzel, que convence-o a encontrar algo para viver. Jack torna-se obcecado com o Batman depois que ele sai de um de seus empregos, levando Jack a atrair a atenção do Batman em um baile. Jack fere Lorna Shore (quem Bruce Wayne está namorando), levando o herói a desfigurar o seu rosto com um batarangue. Jack escapa e Batman dá informações dele aos mafiosos, que o torturam com uma planta química. Jack mata vários de seus agressores depois de fugir, mas cai em um tonel vazio como punções de tiros selvagens dos tanques químicos acima dele, e a inundação resultante de produtos químicos antidepressivos alteram sua aparência para a de um palhaço, completando sua transformação no Joker.
Então se o Joker já teve um nome, ou o mais próximo de um alter-ego, esse seria Joseph "Joe" Kerr, ou, como mostrado no filme de 1989 e na série de animação Batman: The Animated Series, Jack Napier. Na maioria das adaptações a que se referem ao passado do personagem, seu nome é Jack. Mas ainda sim nada pode ser dado como certeza se tratando do Coringa.
No último filme Joker (2019), com a interpretação de Joaquin Phoenix, o nome de Joker (DC Comics) é Arthur Fleck.

### Joker pré-Crise nas Infinitas Terras
Em sua primeira aparição nos quadrinhos, em 1940, Joker era um ladrão de joalherias, que matava as pessoas presentes no local do assalto. Nas décadas de 1940 e de 1950 Joker sempre aparentava morrer mas nunca recuperavam seu corpo. O personagem se alterou para uma versão mais amena em 1960 devido ao Comics Code Authority, que vigiava o conteúdo das histórias em quadrinhos. Voltou a uma versão próxima a original em 1973, quando Dennis O'Neil e Neal Adams criaram um Joker maníaco homicida obcecado com Batman.

Joker na capa de Batman: The Man Who Laughs (Fevereiro de 2005). Arte por Doug Mahnke e David Baron.

Joker foi ainda responsável pela separação da Dupla Dinâmica original, ao quase matar o Robin Dick Grayson, baleando-o no ombro. Robin sobrevive, mas a quase morte de seu pupilo levou Bruce Wayne a perder a confiança nele, até por temer perdê-lo em combate. Bruce começa a agir cada vez mais solitariamente, isolando Dick. Quando este se junta aos Novos Titãs algum tempo depois, a Dupla Dinâmica praticamente chega ao fim.

### Joker pós-crise
O Joker pós-crise ficou definido como um psicopata extremamente cruel e perigoso, anárquico em praticamente todos seus atos e objetivos, sendo por isso, imprevisível. Na verdade, sua única motivação repetida é causar dor e morte a outras pessoas, em especial ao Batman e seus aliados, sempre rindo e fazendo piadas das desgraças alheias.
Entre suas maiores atrocidades, em A Piada Mortal, Joker invadiu o lar da Família Gordon, baleando e deixando paraplégica Barbara Gordon, a Batgirl original, e sequestrando o Comissário Gordon, com o objetivo de torturá-lo e levá-lo à insanidade, mas fracassando aí. Pouco tempo depois, em Morte em Família, Joker tentou vender uma ogiva nuclear a terroristas e, na sequência, ao capturar Jason Todd, o segundo Robin, espancou-o com um pé-de-cabra até deixá-lo quase morto, por fim deixando-o junto a uma bomba que o matou com sua explosão. Ainda nessa saga, ele tentou um assassinato em massa dos diplomatas e líderes mundiais presentes numa Assembleia Geral das Nações Unidas.
Certa vez, Joker, ao perceber a importância de Lois Lane para o Superman, envenenou-a, afirmando conhecer o antídoto, sem pretender revelá-lo. Ao ver Lois quase morta, Superman se desesperou estando prestes a matar Joker, mas Batman o impediu, ao deduzir que na verdade, tudo era um engenhoso plano para transformar o maior dos super-heróis em um assassino, maculando o que simbolizava, especialmente quando, depois do assassinato, Lois sarasse repentinamente, pois na verdade, o veneno era temporário e não letal, fato que tornaria ainda mais injustificável e degradante o ato violento do Kryptoniano. E Joker, em sua loucura, considerava valer a pena e estava disposto a morrer para macular o Super-herói, depois do ocorrido Superman reconheceu o trabalho do homem-morcego ao lidar com esse tipo de demência cotidianamente.
Ao fim da saga Batman: Terra de Ninguém, Joker sequestrou e ameaçou matar um grupo de bebês recém-nascidos. Para impedi-lo, a esposa do Comissário Gordon, Sarah Essen-Gordon acabou sendo assassinada.
Joker é mais inteligente e perigoso do que aparenta e não perdoa quem o menospreza. Durante a saga Superman: Imperador Joker, Mr. Mxyzptlk, quis dar uma pequena parcela de seus poderes mágicos a Joker, mas acabou ludibriado pelo Palhaço, o qual roubou quase todos seus poderes. Joker ganhou poderes supremos com os quais simplesmente dominou e brincou á sua mera vontade com todo o Universo, subjugando Liga da Justiça, Darkseid e os Novos Deuses, e todos os mundos existentes que quis, só sendo detido após o Superman mostrar como sua fixação doentia pelo Batman era uma fraqueza, temor e submissão ao qual ele não conseguia contornar, muito menos derrotar.

## A relação com o Cavaleiro das Trevas
O Palhaço do Crime é o arqui-inimigo do Cavaleiro das Trevas, o que já é muito se pensarmos que Batman tem uma da maiores galeria de vilões dos quadrinhos, que conta com a Mulher-Gato (Selina Kyle), Pinguim, Charada, Duas-Caras e outros. A relação de amor e ódio entre ambos é, por sinal, única entre todos os inimigos do Homem-Morcego. Em algumas situações o próprio Joker afirma que ele e Batman são dois andarilhos que se completam pois enquanto os outros apenas o odeiam querendo matá-lo, ou evitá-lo, Joker parece não querer exatamente o mesmo. Por várias vezes, teve a chance real de matar ao Homem-Morcego, mas nunca foi adiante, no entanto, sem ser tão clemente com as pessoas que o rodeiam, como Jason Todd, Bárbara Gordon ou Sarah Essen Gordon.
Na verdade, a crueldade e insanidade de seus ataques, parece buscar, isso sim, enlouquecer o Batman, como no clássico A Piada Mortal. Muitos veem nisso, que o objetivo de Joker não é matá-lo, mas sim derrotar ao único homem que crê rivalizar com ele em genialidade, convertendo um dos maiores e mais simbólicos heróis em apenas mais um enlouquecido do Asilo Arkham, igual a ele. Assim o objetivo do Palhaço Príncipe do Crime não é roubar, enriquecer, dominar o mundo, se vingar, mas apenas levar sua loucura a tudo e todos e derrotar o único adversário que considera à sua altura, o Cavaleiro das Trevas.
Tem sido repetidamente analisado pelos críticos como o adversário perfeito para o Batman, cujo longo relacionamento, muitas vezes se assemelha ao conceito de yin-yang: Batman é um personagem sério com um traje de cores escuras e Joker é colorido e louco.

## Graphic novels

### The Killing Joke
Uma possível e mais bem escrita origem do Palhaço do Crime foi contada na graphic novel intitulada Batman: The Killing Joke (br: Batman: A Piada Mortal), de 1988. Escrita por Alan Moore e desenhada por Brian Bolland, é considerada uma das melhores histórias de super-heróis já escritas. Nela acompanhamos a origem do personagem sendo contada através de flashbacks. Após fugir do Asilo Arkham, Joker decide provar a Batman que basta apenas um momento de intensa pressão psicológica para que um indivíduo escolha a loucura como meio de subjugar uma realidade de intenso sofrimento. Para isso Joker e seus comparsas invadem a casa do Comissário James Gordon, para sequestrá-lo. Além disso, Joker dá um tiro na barriga da filha do Comissário, Barbara Gordon, a Batgirl, deixando-a incapacitada, em seguida ele a violenta sexualmente (sugerido pelos autores) registrando tudo em fotos. Posteriormente Joker leva o Comissário a um parque de diversões macabro e o coloca numa montanha-russa que circula em meio a projeções de fotos de sua filha sendo violentada. Com isso ele tenta provar sua tese, deixando Gordon louco.
Após intervenção do Batman, salvando Gordon e prendendo Joker, a tese deste não é provada conclusivamente, pois vê-se que Gordon não enlouqueceu, apesar de toda a tortura psicológica a que fora submetido. Isso levanta a questão: Por que será que alguns escolhem a loucura como refúgio de uma realidade massacrante (como Joker e o próprio Batman), e outros não?
O final da inquietante Graphic Novel, se dá com uma piada contada por Joker ao Batman.
"Tinham dois caras no hospício... Uma noite eles decidiram que não queriam mais viver lá... e resolveram escapar pra nunca mais voltar. Aí eles foram até a cobertura do lugar e viram, ao lado, o telhado de um outro prédio apontando pra lua... apontando para a liberdade! Então um dos sujeitos saltou sem problemas pro outro telhado, mas o amigo dele se acovardou... É, ele tinha medo de cair. Aí, o primeiro cara teve uma ideia. Ele disse:

-Ei! Eu estou com minha lanterna aqui. Vou acendê-la pelos vãos dos prédios e você atravessa sobre o facho de luz!

Mas o outro sacudiu a cabeça e disse:

- O que você acha que eu sou? Louco??? E se você apagar a luz quando eu estiver no meio do caminho?!"
Nisto Joker começa a rir. De repente, o Batman esboça um sorriso e depois solta uma gargalhada junto com seu maior inimigo. Afinal, quem é o certo nesta história: "Joker que quer provar a loucura comum a todos" ou "O Batman que tenta mostrar o "LADO CORRETO" da justiça"? Pela leitura mais sinistra de alguns fãs, contudo, há a hipótese de que Batman mata Joker logo a seguir, apesar de não mostrado, com a cena de Joker rindo e derramando algumas lágrimas como sendo na verdade uma pista de que o vilão sabia que iria morrer.

### The Dark Knight Returns
Frank Miller em sua primeira graphic novel sobre o Batman, The Dark Knight Returns (br: O Cavaleiro das Trevas / pt: O Retorno do Cavaleiro das Trevas), de 1986, deixa a loucura meio de lado e mostra um Joker extremamente violento e frio, como um assassino em massa assustador, mas sem o viés cômico.

## Outras Mídias

### Televisão

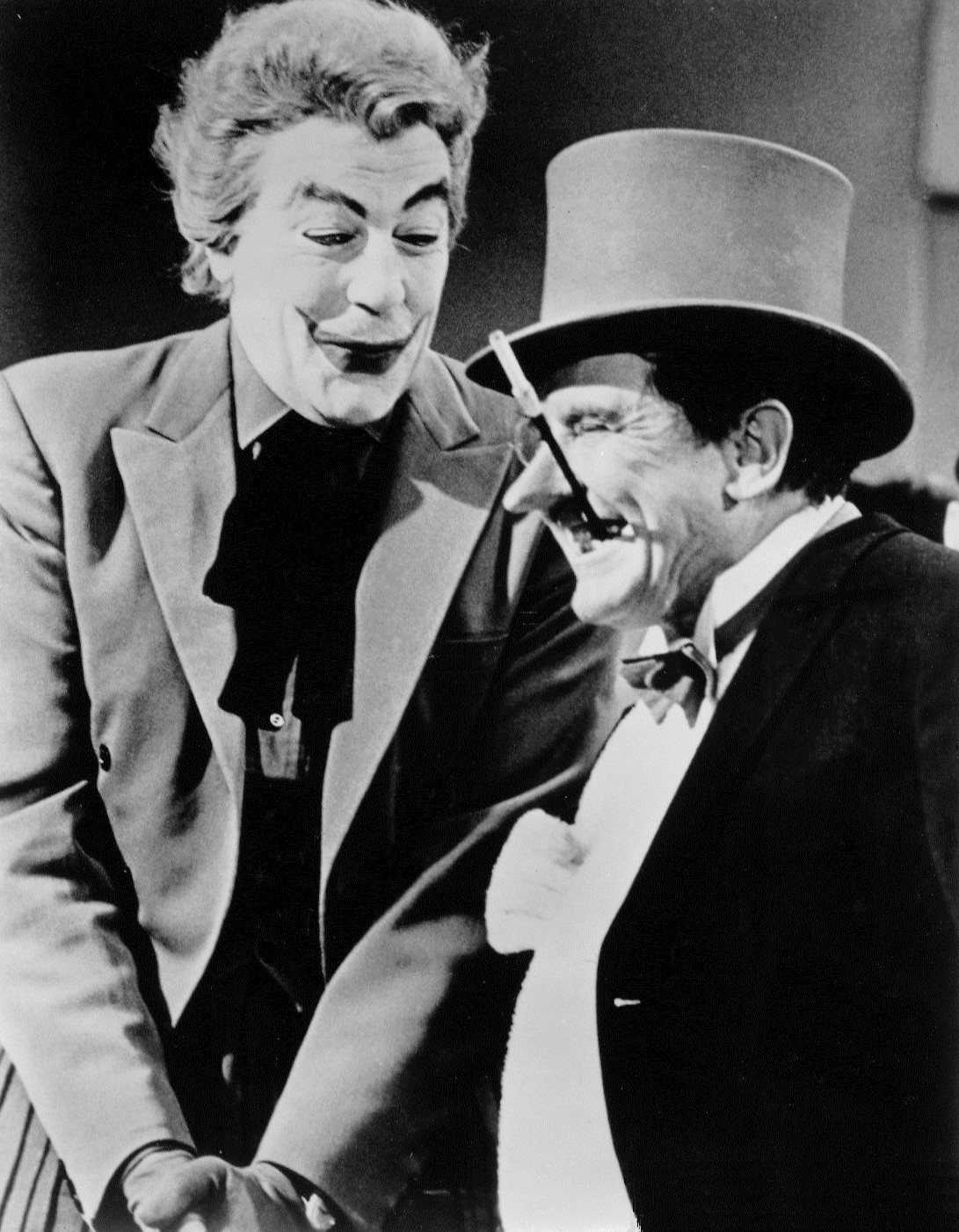
O ator Cesar Romero, interpretou o personagem no seriado dos anos 1960 e no primeiro filme de Batman.

No seriado dos anos 1960, Cesar Romero interpretou Joker, em uma versão cômica, mas não homicida. Seus planos inusitados incluíam transformar os reservatórios de água de Gotham em gelatina. Romero recusou-se a raspar o bigode para o seriado, sendo parcialmente visível sob a maquiagem branca.
Nas primeiras séries animadas, Joker aparece em um episódio de The New Scooby Doo Movies e um de Superamigos, e cinco episódios da série da Filmation The New Adventures of Batman. No seriado Os Trapalhões, o vilão também apareceu em um episódio da quadro Trapa Hotel de 1990; ele foi interpretado por Rogério Cardoso.
Em Batman: The Animated Series, Joker é o vilão com mais aparições, tendo uma origem distinta, sendo originalmente um assassino da Máfia. Esta versão também foge da morte muitas vezes, tendo sido atacada por tubarões, caído de uma montanha russa e pega numa colisão aérea. A série também cria sua suposta "namorada" (ou somente funcionária dele, pois o amor entre os dois é meio confuso) Harley Quinn. Fora dublado por Mark Hamill (no Brasil, por Darcy Pedrosa, que também havia dublado o personagem no filme Batman (1989), do diretor Tim Burton).
Em Liga da Justiça, Joker aparece em três episódios, ("Injustiça para Todos", "Cartas Selvagens" e "Um Mundo Melhor") também dublado por Mark Hamill (no Brasil, por Isaac Schneider, uma vez que Pedrosa já havia falecido).
Em The Batman, uma versão diferente de Joker aparece, com pele em tom azul-celeste, olhos vermelhos, cabelos bem mais longos e arrepiados e movendo-se de forma mais curvada. Sua voz é a de Kevin Michael Richardson (no Brasil, por Júlio Chaves).
Em Batman: The Brave and the Bold, o personagem é baseado na versão criada por Dick Sprang. Em um dos episódios dessa série de animação, "Deep Cover for Batman!", Batman viaja para um universo alternativo aonde luta contra sua versão maligna, Homem-Coruja, ele acaba recebendo ajuda do primeiro Capuz Vermelho, que neste universo em particular é a versão boa de Joker. Tal como Joker, o Capuz do universo alternativo também ficou desfigurado após cair num tanque de produtos químicos, mas neste caso, em vez de cair acidentalmente, ele foi jogado de propósito pelo Homem-Coruja (versão maligna do Batman). Sua sanidade, embora abalada, não ficou quebrada como a do Joker original. Ele utiliza como armas dardos em forma do naipe de espadas (referência ao tema de cartas de baralho de sua contraparte no universo "normal" da série). O Capuz Vermelho agradece ao Batman pela ajuda e espera que sua contraparte possa retribuir o favor. Isto acaba acontecendo no episódio seguinte, quando o Batman se vê numa aliança forçada com Joker para derrotar o Homem-Coruja, que havia se libertado e personificado o Batman no universo normal para arruinar sua reputação. Tanto o Capuz quanto Joker foram dublados no Brasil por Márcio Simões, que também dublou o personagem em Batman: O Cavaleiro das Trevas, nos jogos da série Arkham, em Injustice 2 e em Mortal Kombat 11.
Um personagem baseado em Joker, chamado Jerome Valeska (Cameron Monaghan), é apresentado na série televisiva Gotham. Monaghan afirmou que ele se inspirou nas interpretações anteriores de Joker  para sua atuação, particularmente a de Mark Hamill, acrescentando: "Eu acho que ele é o Joker na medida em que ele representa a ideia, o conceito maior". A mitologia de Joker é explorada ainda mais durante a terceira temporada, e o próprio Jerome retorna na segunda metade da temporada com uma semelhança física com a encarnação dos Novos 52: O rosto de Jerome foi removido cirurgicamente antes da sua ressurreição, obrigando-o a colocá-lo de volta no lugar. Na quarta temporada da série, é revelado que Jerome tem um gêmeo secreto chamado Jeremiah. Antes de cair para a morte em um confronto com Jim Gordon, Jerome deixa para seu irmão uma "caixa de presente". Quando Jeremiah abre a caixa, ele é exposto a uma forma especial de gás do riso do Espantalho, branqueando sua pele branca e deixando-o insano tornando-se obcecado por ambos Bruce Wayne (a quem ele vê como um "espírito irmão") e em reconstruir Gotham à sua própria imagem depois de destruí-la.
Joker ainda aparece nos filmes animados Batman - A Máscara do Fantasma (voz de Mark Hamill), Batman Beyond: Return of the Joker, (novamente voz de Mark Hamill), Batman vs. Drácula (voz de Kevin Michael Richardson) e Batman: Assault on Arkham (voz de Troy Baker).

## Longas-metragens e Cinema

#### Batman: The Movie
Batman: The Movie, de 1966, teve Cesar Romero no papel de Coringa. O filme, um spin-off da série de TV, tem as mesmas características, por isso, vemos um Coringa mais brincalhão e caricato, parecendo mais infantil do que cruel. Esse filme, no entanto, não foi exibido nos cinemas; ele foi um filme para TV.

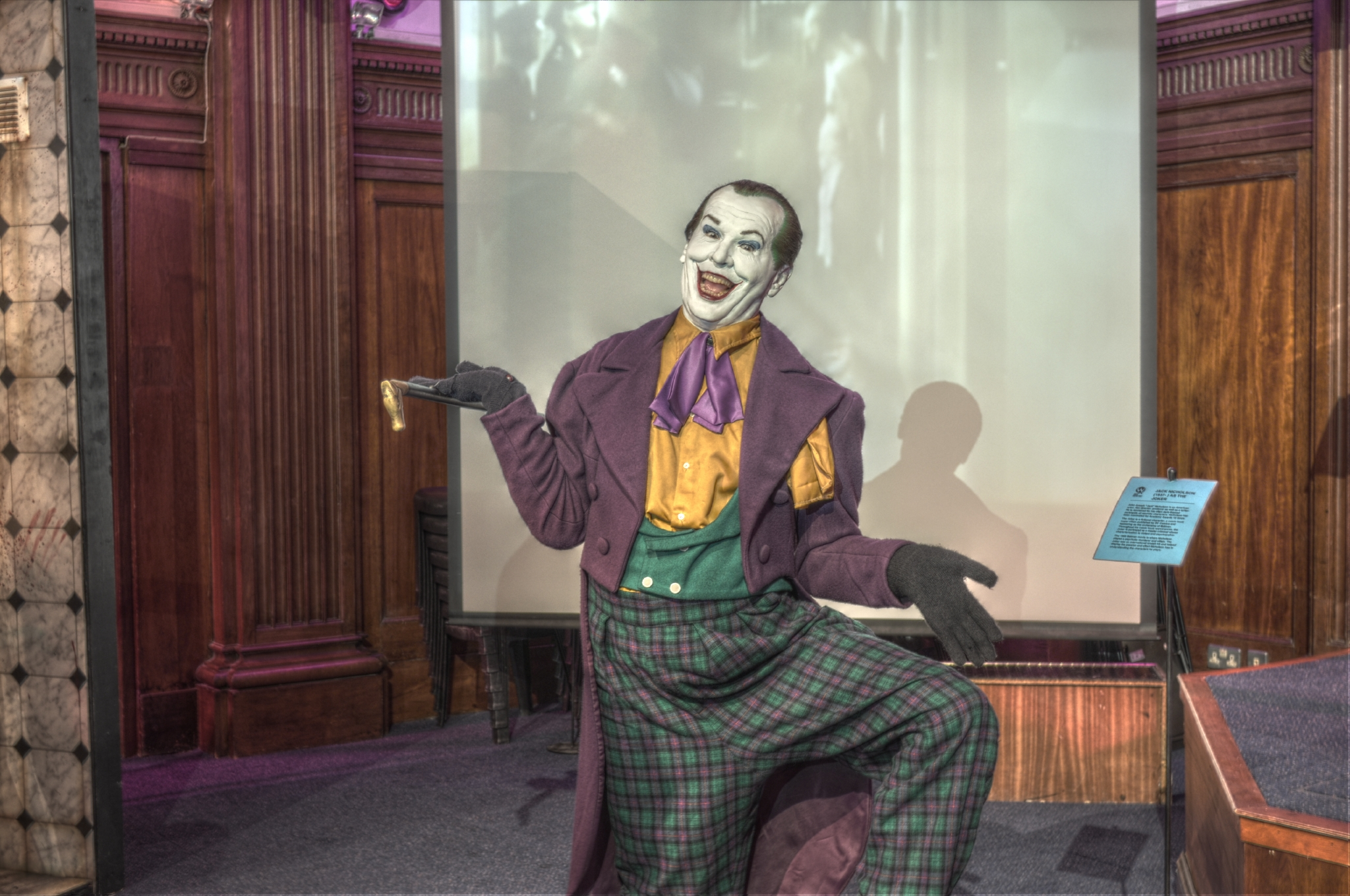
Estátua de cera do personagem no filme de 1989.

#### Batman
Em Batman, de 1989, dirigido por Tim Burton, Jack Nicholson interpretou Joker, com grande aclamação crítica. Esta versão possui uma identidade, Jack Napier, e se mostrou mais violento que a versão de César Romero. Durante um combate contra o Batman, Jack recebe estilhaços de vidro que rasgam suas bochechas e acaba caindo em um tanque de produtos químicos, sendo dado como morto e abandonado no lugar. Porém, ele sobrevive e fica com a boca paralisada em forma de sorriso devido a uma cirurgia improvisada de retirar os estilhaços, os agentes químicos deixaram seu cabelo verde e sua pele branca. Este se tornou o papel mais rentável de Jack Nicholson.

#### Batman Forever
Em Batman Forever, de 1995, dirigido por Joel Schumacher, David Hodges U., interpretou o assassino dos pais de Bruce Wayne (Val Kilmer), em cenas de flashbacks, enquanto Bruce sofria pesadelos. Embora o nome do assassino nunca seja citado, é bem estabelecido que Batman Forever é de fato uma continuação dos filmes de Burton, o que deixa bem claro que o assassino é Jack Napier (Joker), como revelado no filme de 1989.

#### Batman Begins
Em Batman Begins, de 2005, dirigido por Christopher Nolan, o comissário Gordon entrega a Batman uma carta de baralho deixada por um bandido - um Coringa.

#### The Dark Knight
Em The Dark Knight, de 2008, também dirigido por Nolan, é introduzido o personagem, interpretado por Heath Ledger (que faleceu com apenas 28 anos em Janeiro de 2008, vitimado por uma overdose de tranquilizantes, antes mesmo da estreia do filme). Este novo Joker possui um visual mais psicótico e sombrio, com apenas o rosto maquiado, ao contrário de todas as demais versões, nas quais toda a pele de seu corpo é branca (por maquiagem ou ácido), cabelos mais longos que os da versão "clássica" (similar à sua versão em Asilo Arkham de Grant Morrison), tingidos de verde, além de um sorriso construído com cicatrizes. A origem das mesmas não fica bem clara no filme (como nos quadrinhos, onde sua origem é incerta), pois o próprio Joker apresenta duas versões para o seu surgimento. Ao mafioso Gambol, afirma que seu pai, drogado e bêbado, cortara sua boca e bochechas. Porém, para Rachel Dawes, diz que ele próprio as produzira, para tentar consolar sua mulher, desfigurada por agiotas, o que acabou por provocar o fim de seu casamento. Ao contrário da interpretação de Jack Nicholson, que mostra um Joker essencialmente debochado e cômico, Heath Ledger o interpreta de uma forma bem mais dramática e agressiva (similar à versão violenta dada por Frank Miller). Muitos fãs e críticos citam esse Joker como a melhor representação de todas. Sua personalidade é alucinada e violenta, baseada em personalidades como Sid Vicious e personagens como Alexander DeLarge de "Laranja Mecânica".[carece de fontes?] e no próprio Joker (mais especificamente na sua versão pós-crise). Segundo registro da revista Superinteressante, ele foi tão convincente em sua atuação que o consagrado ator Michael Caine, que interpreta o mordomo Alfred, disse que, sem ter conhecido Ledger antes do filme, ficou tão assustado ao contracenar com o novo Joker que chegou a esquecer suas falas. O marcante desempenho foi premiado pela Associação de Correspondentes Estrangeiros de Hollywood e pela Academia de Artes e Ciências Cinematográficas que lhe concederam tanto o Globo de Ouro como o Oscar de Melhor Ator Coadjuvante, em 2009, prêmios recebidos postumamente.

A atuação de Joaquin Phoenix no papel de Joker foi elogiada pelo público e mídia especializada.

#### Esquadrão Suicida
O ator e vocalista da banda 30 Seconds to Mars, Jared Leto, interpretou o personagem no filme Esquadrão Suicida que estreou em 5 de agosto de 2016 com direção de David Ayer. Esse Joker possui um nome, Joseph "Joe" Kerr, e também um visual diferente, em vez do clássico terno roxo o personagem usa um casaco de couro roxo e não usa camisa. Seu corpo é cheio de tatuagens e possui obturações nos dentes. Mais tarde Ayer revelou que o Joker  de Jared Leto matou o Robin e como vingança o Batman quebrou seus dentes (por isso as obturações). A tatuagem na testa, Damaged, é uma mensagem ao Batman dizendo: "Você acabou comigo. Eu era bonito e agora tenho a cara destruída por sua culpa". O Joker interpretado por Leto não agradou à mídia e ao público em geral, fato que fez a Warner abandonar a versão interpretada por Leto.

#### Joker
Estreou no dia 2 de outubro de 2019, com Joaquin Phoenix estrelando o filme solo do personagem. No filme, é contada a história de origem do personagem e a transformação de Arthur Fleck em  Joker. A história é uma adaptação sobre sua origem que foge as versões mais aceitas, onde foram enfatizado alguns pontos deturpados sobre a mesma, como Arthur Fleck foi adotado quando sua mãe, que sofria de transtorno psiquiátrico, trabalhava para os Wayne, em um de seus delírios a mãe, que escreve cartas ao Sr. Wayne crê que Arthur pudesse ser o filho legítimo de Wayne e neste caso, seria o irmão do Batman, que aparece na figura de Bruce Wayne ainda criança, que vê os pais sendo mortos não em um assalto na calada da noite e sem movimento nas ruas, mas sim em um grande tumulto coletivo na cidade de Gotham, alterando o tempo e espaço dos acontecimentos. Joker estreou no 76.º Festival Internacional de Cinema de Veneza em 31 de agosto de 2019, quando recebeu o prêmio máximo do evento, o Leão de Ouro. O site Filmmelier apontou as semelhanças do filme com Taxi Driver. "Nesse contexto, temos um estudo de personagem quase puro, em uma atuação impecável de Joaquin Phoenix". O serviço de recomendação de filmes conclui: "por tudo isso, a história é dura, impactante, chocante, formando uma quase perfeita combinação de cinema de arte com blockbuster baseado em HQ". O longa-metragem Joker, recebeu 11 indicações ao Óscar 2020, dentre elas, a nomeação para a categoria de melhor filme. A premiação aconteceu em 9 de fevereiro de 2020 no Teatro Dolby em Hollywood, Estados Unidos.

#### Aves de Rapina: Arlequina e Sua Emancipação Fantabulosa
Apesar da Warner abandonar o Coringa de Jared Leto, ele apareceu no filme Aves de Rapina: Arlequina e Sua Emancipação Fantabulosa (Português brasileiro) / Birds of Prey (e a Fantabulástica Emancipação de Uma Harley Quinn) (Português europeu), de 2020; como cameo em alguns flashbacks que contam a origem da personagem principal. Como Leto não estava disponível para gravar o filme, cenas do ator, gravadas em Esquadrão Suicida, foram usadas para compor o personagem, nesse longa, com ajuda de computação gráfica. Além disso, o músico Johnny Goth, também serviu de dublê de corpo para uma cena, onde ele apareceu de costas, mas caracterizado como o Coringa de Leto.

#### Zack Snyder's Justice League
Embora não tenha saído nos cinemas, o longa-metragem Zack Snyder's Justice League, de 2021, lançado diretamente em serviços de streaming, foi aclamado pelo público e crítica; e ajudou a colocar o ator Jared Leto como o maior interprete do Coringa, até o momento; já que o cantor faz uma aparição em uma cena importante, no final desse filme. Leto tem três filmes como Coringa. A cena do Coringa em Zack Snyder's Justice League, foi tão emblemática, que ajudou a melhorar a imagem do ator e seu Coringa, com os fãs, público e crítica; apagando de vez a lembrança do Coringa em Esquadrão Suicida, de 2016.

#### The Batman
O ator irlandês Barry Keoghan interpretou o Palhaço Príncipe de Crime, no filme The Batman, do diretor Matt Reeves, lançado em 2022; só que, a princípio, ele foi creditado, oficialmente, apenas como "prisioneiro misterioso", já ele faz apenas uma ponta no fim do filme, como um interno do Asilo Arkham, que não tem seu rosto mostrado, mas que faz amizade com o vilão da história, o Charada, interpretado pelo ator Paul Dano. A risada característica do personagem de Keoghan, no entanto, indica que ele seja o Coringa. E isso só foi confirmado, meses após o lançamento do longa, quando o diretor Matt Reeves divulgou uma cena deletada do filme, onde o Batman de Robert Pattinson, interroga o personagem de Keoghan, confirmando que o mesmo é o Coringa. Há, também, planos para que o personagem apareça em uma possível continuação ou em spin-off que possam ser lançados.

#### Joker: Folie à Deux
Joker: Folie à Deux, previsto para ser lançado em 2024, e que já está sendo gravado; será a sequência do aclamado Joker, de 2019. O longa trará novamente Joaquin Phoenix no papel de Arthur Fleck/Coringa, mas, agora, ele fará par romântico com a Arlequina, que será interpretada por Lady Gaga.
| Interprétes do personagem em Longas-metragens e nos Cinemas           | Interprétes do personagem em Longas-metragens e nos Cinemas | Interprétes do personagem em Longas-metragens e nos Cinemas | Interprétes do personagem em Longas-metragens e nos Cinemas                                                                            | Interprétes do personagem em Longas-metragens e nos Cinemas | Interprétes do personagem em Longas-metragens e nos Cinemas |
| --------------------------------------------------------------------- | ----------------------------------------------------------- | ----------------------------------------------------------- | --- | ----------------------------------------------------------- | ----------------------------------------------------------- |
|                                                                       |                                                             |                                                             | |                                                             |                                                             |
| Cesar Romero Batman (série de TV, 1966–1968) Batman: The Movie (1966) | Jack Nicholson Batman (1989)                                | Heath Ledger The Dark Knight (2008)                         | Jared Leto Esquadrão Suicida (2016) Aves de Rapina: Arlequina e Sua Emancipação Fantabulosa (2020) Zack Snyder's Justice League (2021) | Joaquin Phoenix Joker (2019) Joker: Folie à Deux (2024)     | Barry Keoghan The Batman (2022)                             |

## Jogos eletrônicos
Joker é também o vilão principal do jogo Batman: Arkham Asylum. No jogo sua personalidade é mais próxima àquela dos quadrinhos, mostrando um vilão cruel e sádico, ao invés de sua representação mais amena dos desenhos animados. No final do jogo, Joker injeta em si mesmo a toxina Titan, uma toxina criada através do Venon do Bane, para matar Batman, porém o morcego derrota Joker, acabando com o caos no Asilo Arkham.
Na sequência do jogo, Batman: Arkham City, que se passa um ano depois, Joker está morrendo em consequência da toxina. Em certo momento do jogo, Batman invade o esconderijo de Joker e é enganado com um Joker falso morto (na qual se descobre ser o Cara de Barro mais tarde). Joker injeta seu próprio sangue no Batman para que o detetive ache a cura. Caso contrário, os dois e centenas de pessoas nos hospitais de Gotham com o sangue do Joker morrerão. Após Batman ir atrás do Mr. Freeze para conseguir a cura, e Harley Quinn roubá-la do cofre do Mr. Freeze no prédio do DPGC, Talia Al Ghul leva o Joker para o Poço de Lázaro na promessa de mostrá-lo "o segredo da imortalidade". Batman, após salvar Gotham City, vai atrás de Talia, que está sendo feita refém do Joker no Monarch Theatre. Lá, Jokerrevela o segredo dos dois Jokers (o verdadeiro e o Cara de Barro) e mata Talia, que roubou a cura de Harley. Batman trava uma batalha com Cara de Barro e bebe a cura, deixando um pouco para Joker. Joker esfaqueia Batman para conseguir o frasco. A cura cai no chão e Joker culpa Batman por deixá-lo morrer. Batman o diz que mesmo depois de tudo que Joker fez, ele o salvaria. Rindo, o Palhaço do Crime morre. Batman carrega o corpo do arqui-inimigo para fora de Arkham City, onde encontra o Comissário Gordon. De luto, Batman sai calado, sem responder aos chamados de Gordon.
Em 2013, em Batman: Arkham Origins, é contada a origem de Joker.
Em Batman: Arkham Knight, último da série Arkham lançado em 2015, o sangue do Joker distribuído em Arkham City adoece algumas pessoas, as quais o Batman deixa em cativeiro em um de seus esconderijos espalhados pela cidade. Entretanto, inclusive ele próprio está sendo afetado pelo Joker, um fantasma que assombra suas ações, destruindo a sua sanidade mental.
Também em 2011, Joker  apareceu no jogo DC Universe Online.
Nos jogos de luta Mortal Kombat vs. DC Universe e Injustice: Gods Among Us, ambos da NetherRealm Studios, Joker aparece como um personagem jogável. Ele também aparece Mortal Kombat 11 como personagem convidado via DLC.
Joker está presente na série de jogos Lego Batman, e em outros diversos jogos do Batman, incluindo adaptações de filmes (Batman: The Video Game) e desenhos (Batman: The Animated Series, The Adventures of Batman and Robin, Batman: Vengeance), bem como títulos originais (Batman: Return of the Joker, Batman: The Caped Crusader).